# Roman Kühschelm
Roman Kühschelm (* 12. Jänner 1952 in Ulrichskirchen/Niederösterreich) ist ein österreichischer römisch-katholischer Theologe.

## Leben
Kühschelm studierte von 1971 bis 1980 Anglistik und römisch-katholische Theologie an der Universität Wien. Seit 1997 ist Kühschelm Professor für Neutestamentliche Bibelwissenschaft an der Universität Wien. Kühschelm ist verheiratet und hat drei Kinder.

## Werke (Auswahl)
- Jüngerverfolgung und Geschick Jesu. Eine exegetisch-bibeltheologische Untersuchung der synoptischen Verfolgungsankündigungen Mk 13,9-13 par und Mt 23,29-36 par, Klosterneuburg 1983
- Verstockung. Gericht und Heil. Exegetische und bibeltheologische Untersuchung zum sogenannten „Dualismus“ und „Determinismus“ in Joh 12,35-50, Frankfurt 1990, ISBN 3-445-09132-3
- Zeitenwende. Neues Testament, (gemeinschaftlich mit Klaus Koenen), Würzburg 1999, ISBN 3-429-02146-4

## Preise und Auszeichnungen
- 2001: Ehrenmedaille der Aristoteles-Universität Thessaloniki